# مهرجان عين للأفلام القصيرة

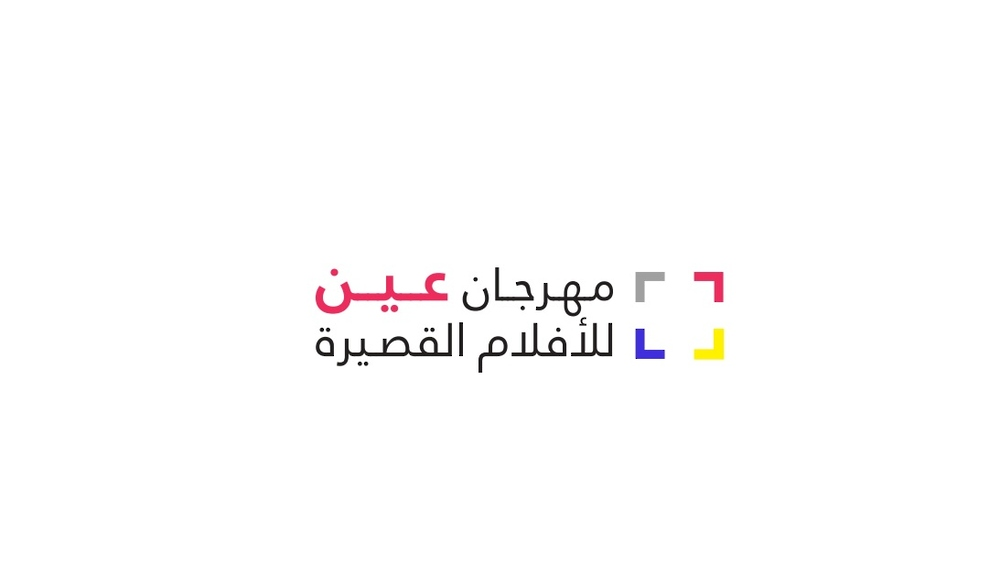
شعار مهرجان عين

مهرجان عين للأفلام القصيرة؛ مهرجان أفلام سينمائية نظمته وزارة الإعلام بسلطنة عمان ممثلة بالمديرية العامة للإعلام الإلكتروني عام 2024.

## أهداف المهرجان
يهدف إلى الارتقاء بصناعة الأفلام في سلطنة عُمان، ودعم صناع الأفلام والمحترفين والناشئين للإسهام في تطوير صناعة المحتوى الإبداعي.

## الفئات المستهدفة
جميع صناع الأفلام المحترفين والناشئين والمهتمين بصناعة الأفلام داخل سلطنة عمان.

## فعاليات المهرجان
تضمّن المهرجان عددًا من حلقات العمل والندوات المصاحبة التي تهدف إلى بناء المهارات الفنية لصنّاع الأفلام المبتدئين والمحترفين مثل مهارات كتابة السيناريو والتصوير والمونتاج والتقديم، وواقع سوق الأفلام السينمائية في المنطقة والعالم.

## شروط المشاركة
- أن يكون المتقدم للمسابقة عُمانيّ الجنسية
- أن تكون نصوص الأفلام المشاركة مجازة في وزارة الثقافة والرياضة والشباب
- أن يكون المتقدم للمشاركة منتجًا أو مخرجًا للفيلم وأن يتحمّل كامل مسؤولية حقوق الملكية الفكرية.
- أن يكون الفيلم من إنتاج عامي 2022 و2023، وألا يكون الفيلم أو جزء منه قد عرضه أو بثه أو توفيره على أي قناة تلفزيونية أو موقع إلكتروني أو عبر الهاتف المحمول أو أي منصة متاحة للجمهور حول العالم
- يجب أن تكون لغة الأفلام هي اللغة العربية " كل اللهجات العُمانية "
- يحق لمنصة عين بث الأفلام الفائزة في المهرجان في تطبيق المنصة والموقع الإلكتروني الخاص بها لمدة خمسة أعوام.[3]

## محاور مواضيع المسابقة
المواطنة الصالحة، والسياحة، والشباب والرياضة، والمستقبل التقني، والذكاء الاصطناعي، ومواقع التواصل الاجتماعي، والعلوم والمعارف والقضايا الاجتماعية، ويتم خلالها تناول السلبيات والإيجابيات.

## فئات المسابقة
- الأفلام الروائية القصيرة
- الأفلام الوثائقية القصيرة
- أفلام الأطفال[1]

## وصلات خارجية
- منصة عين